# Nachal Cabim
Nachal Cabim (hebrejsky נחל צבים) je vádí v jižním Izraeli, na severovýchodním okraji Negevské pouště, respektive v Judské poušti a Judských horách.
Začíná v nadmořské výšce přes 600 metrů v hornaté krajině cca 5 kilometrů východně od izraelské osady Bejt Jatir, v lokalitě ležící již na území Izraele v jeho mezinárodně uznávaných hranicích, ale situované nedaleko od hranice Západního břehu Jordánu. Směřuje k jihu zvlněnou pouštní krajinou, přičemž se postupně zařezává do okolního terénu. Severozápadně od města Arad a severně od archeologické lokality Tel Arad s řídce rozptýleným beduínským osídlením potom ústí zleva do vádí Nachal Tov, které jeho vody odvádí do Mrtvého moře.